# Merritt Island
Merritt Island is een plaats (census-designated place) in de Amerikaanse staat Florida, en valt bestuurlijk gezien onder Brevard County.

## Demografie
Bij de volkstelling in 2000 werd het aantal inwoners vastgesteld op 36.090.

## Naamgeving
De naam "Merrit Island" is ook de naam van het voormalige eiland Merrit Island waarop de plaats ligt. Dit is tegenwoordig een schiereiland. Op dit schiereiland bevindt zich het grootste deel van het Kennedy Space Center van NASA, maar niet het bijbehorende Lanceercomplex 39. Hier werden de Saturnus V-raketten voor het Apolloprogramma, de Saturnus IB voor het Skylab en het Apollo-Sojoez-testproject, en Spaceshuttle missies klaar voor de lancering gemaakt en zullen in de toekomst SLS-raketten worden geassembleerd. Door aanleg van de Crawlerway waarover raketten naar lanceercomplex 39 worden vervoerd is Merrit Island aan het Cape Canaveral schiereiland vast komen te liggen en werd het eveneens een schiereiland.
Aan de westzijde van Merrit Island ligt een lagune die de Indian River wordt genoemd. Aan de oostzijde ligt een zijtak daarvan die de Banana river wordt genoemd. De rivieren stonden vroeger zowel aan de noord als zuidzijde met elkaar in contact. Bij de bouw van de Crawlerway werd de noordelijke verbinding, de Banana Creek afgedamd. Ook zijn er door de aanleg van de Florida State Road 3, de verbinding met de Shuttle Landing Facility en een aantal bruggen over de Indian River en de Banana River meer verbindingen met het vaste land.

## Geografie
Volgens het United States Census Bureau beslaat de plaats een oppervlakte van
121,8 km², waarvan 45,7 km² land en 76,1 km² water.

## Plaatsen in de nabije omgeving
De onderstaande figuur toont nabijgelegen plaatsen in een straal van 16 km rond Merritt Island.